# Roy D. Chapin
Roy Dikeman Chapin, Sr. (23 de fevereiro de 1880 — 16 de fevereiro de 1936) foi um industrialista norte-americano e cofundador da Hudson Motor Car Company, antecessora da American Motors. Também serviu como secretário de Comércio dos Estados Unidos, de 8 de agosto de 1932 a 3 de março de 1933, nos últimos meses da administração do presidente Herbert Hoover.

## Biografia
Nascido como Roy Dikeman Chapin em 23 de fevereiro de 1880, em Lansing, Michigan, filho de Edward Cornelius Chapin e de Ella Rose King. Estudou na Universidade de Michigan. Roy casou-se com Inez Tiedeman em 1914, com quem teve seis filhos. Um dos filhos, Roy D. Chapin Jr., também seguiu a carreia com a Hudson Motor Company, o que viria a ser American Motors Corporation (AMC).

### Interesses comerciais

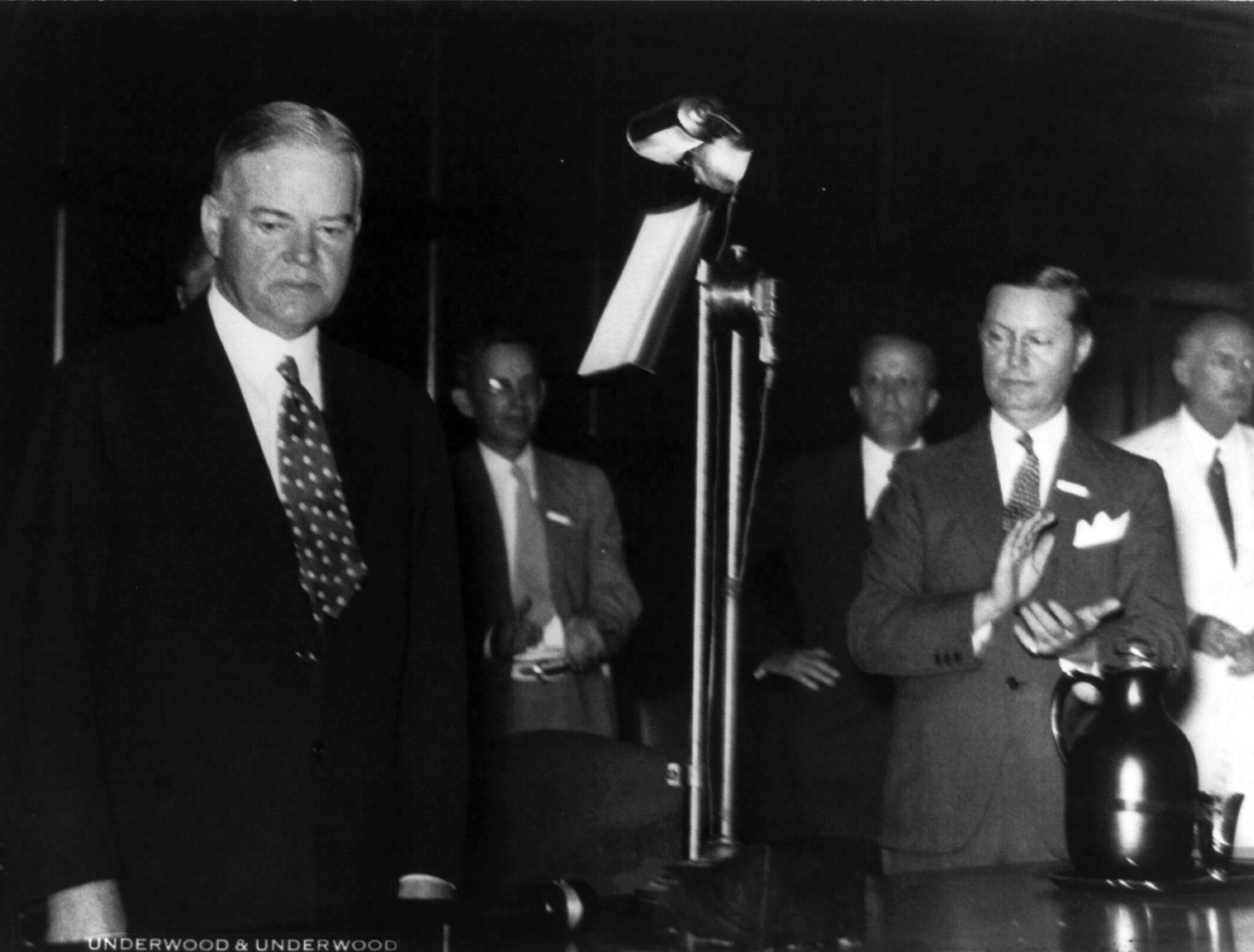
O secretário de Comércio Roy D. Chapin aplaude o presidente Herbert Hoover na Conferência da Prosperidade Nine-Point (26 de agosto de 1932).

Roy reuniu empresários e engenheiros, que fundaram a Hudson Motor Car Company em 1908. O nome da empresa foi nomeada em homenagem ao comerciante Joseph L. Hudson, natural de Detroit, que forneceu a maior parte do capital para o começo da operação. Chapin também estava por trás da formação da Essex Motors Company em 1918, filial da Hudson. Essex é conhecido por ter desenvolvido, em 1922, o primeiro carro de modelo fechado por um preço acessível.[carece de fontes?]
Essex Coach foi um sucesso tão grande que a indústria automobilística norte-americana produziu cada vez mais este tipo de veículo.
Além de seus interesses corporativos, Chapin foi o responsável pela construção da autoestrada Lincoln, junto com o presidente da Packard Motor, Henry B. Joy. Chapin via estradas modernas como a melhor maneira de crescer a indústria automobilística nos Estados Unidos.

### Atividades políticas

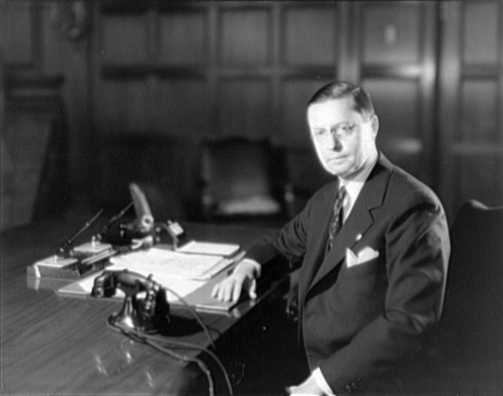
Chapin na mesa dele como secretário de Comércio, em 1932.

Depois de fazer Hudson uma empresa norte-americana como uma das maiores fabricantes de automóveis, Chapin deixou a empresa para exercer o cargo de secretário de Comércio sob o governo de Hoover, em 1932.
Durante seu mandato como secretário de Comércio, Chapin tentou convencer o Henry Ford de prestar ajuda financeira para Union Guardian Trust Company, sediada em Detroit. A recusa de Henry de ajudar o banco para evitar um fracasso financeiro levou ao Michigan Bank Holiday ao feriado bancário nacional em 1933, conduzida pela administração Roosevelt.

### Vida posterior, morte e sucessão
Chapin retornou à empresa Hudson em março de 1933. Seus últimos três anos foram gastos tentado salvar a empresa dos efeitos da Grande Depressão. Morreu em Detroit, Michigan, em 136 e foi sucedido por A. E. Barit. Está sepultado no Cemitério de Woodlawn.

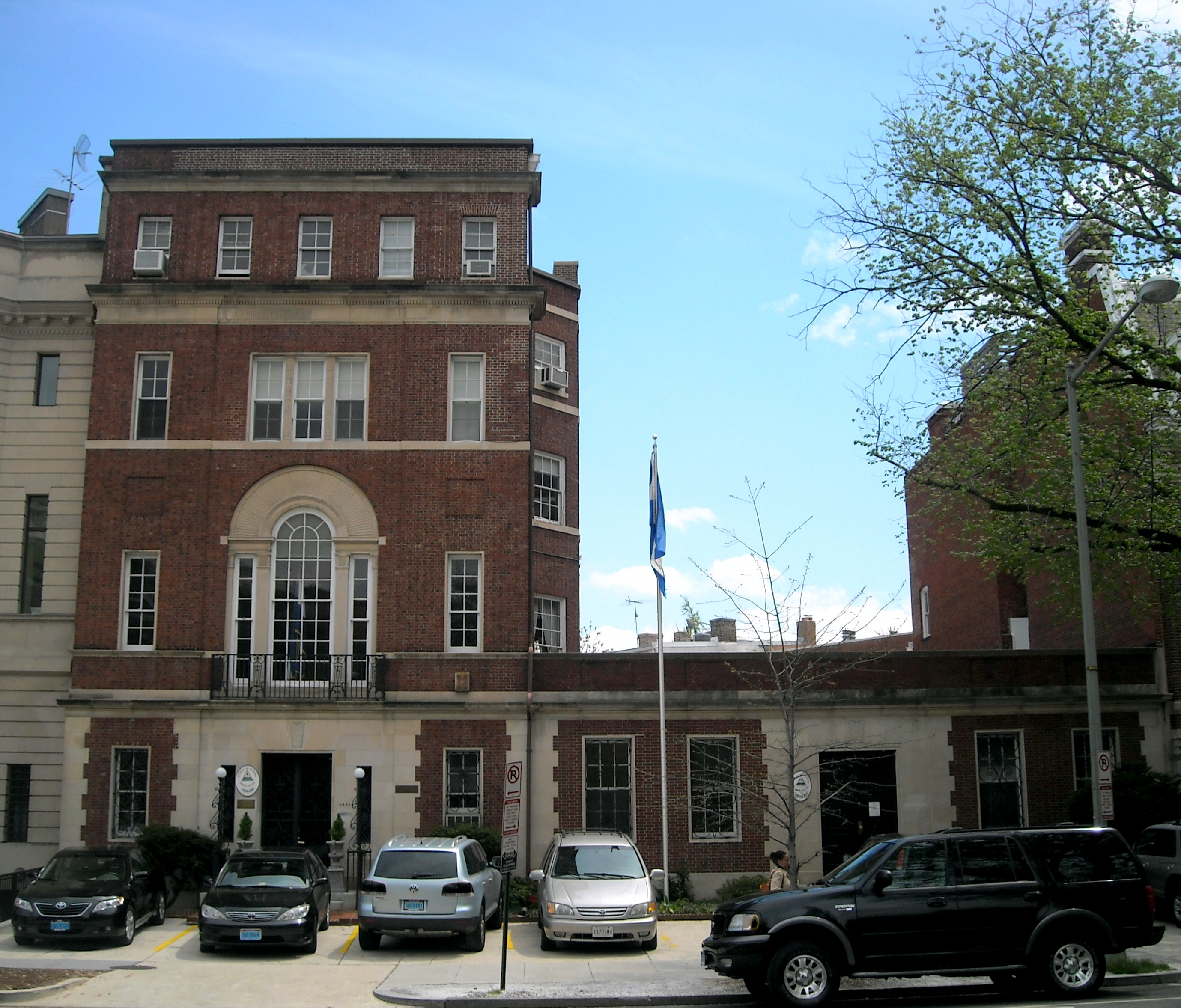
A antiga residência de Roy D. Chapin, em Washington, D.C.

Em 1954, a empresa Hudson foi adquirida pela Nash Kelvinator no processo de fusão amigável. A empresa resultante, American Motors Corporation (AMC), continuou, até quando foi adquirida pela Chrysler em 1987. O filho de Chapin, Roy D. Chapin Jr., atuou como presidente e CEO da AMC e levou a montadora à aquisição da Kaiser Jeep Corporation em 1970. Chapin foi introduzido no Automotive Hall of Fame em 1972. O neto dele, William R. Chapin, foi nomeado presidente do Automotive Hall of Fame em 2010.